# Tumpok Ladang
Tumpok Ladang is een bestuurslaag in het regentschap Aceh Barat van de provincie Atjeh, Indonesië. Tumpok Ladang telt 446 inwoners (volkstelling 2010).